# NGC 78
NGC 78 je galaksija u zviježđu Ribe.

## Vanjske poveznice
- SEDS: NGC 0078